# Kristin De Troyer
 (janvier 2021).
Kristin Mimi Lieve Leen De Troyer (née le 26 mai 1963 à Ninove) est une érudite de l'Ancien Testament, théologienne, écrivain et professeur honoraire qui a enseigné dans différentes universités comme l'université de Salzbourg. Elle est rédactrice de plusieurs publications universitaires et chercheuse sur la Bible hébraïque, la Septante, le judaïsme et les manuscrits de la mer Morte.

## Éducation
De Troyer est titulaire d'une maîtrise en théologie (1987) et d'un doctorat (université de Leyde, Pays-Bas, 1997).

## Travail d'enseignement
Elle a été assistante de recherche (1987 à 1989) au département d'Ancien Testament de l'Université catholique de Louvain. Plus tard, de 1989 à 1998, elle a enseigné l'Ancien Testament au Séminaire catholique de Breda (1997-1998, chef de groupe). De 1998 à 2008, elle a enseigné en tant que professeur de Bible hébraïque et d'Ancien Testament à la Claremont School of Theology et à la Claremont Graduate University. Avant sa nomination actuelle, elle a travaillé de 1998 à 2008 comme professeur de Bible hébraïque à la Claremont School of Theology à Claremont, en Californie. Elle est devenue professeur d'Ancien Testament et de Bible hébraïque à l'université de St Andrews de 2008 à 2015. Depuis 2010, elle est professeur invité à l'Université de Sainte-Catherine. En 2010 et 2011, elle a été chargée de cours à la Septuagint-Company (Académie des sciences de Göttingen, Université de Göttingen). De 2013 à 2015, elle a été doyenne des Arts et de la Divinité à l'Université de St Andrews. Ensuite, elle a été professeur de Bible hébraïque et d'Ancien Testament à l'université de St Andrews, en Écosse, au Royaume-Uni, où elle a également été doyenne des Arts et de la Divinité de 2013 à 2015. Depuis 2015, De Troyer est professeur honoraire de la Bible hébraïque et de l'Ancien Testament à l'école de théologie de l'Université de St Andrews et professeur d'Ancien Testament à l'université  de Salzbourg.

## Travail éditorial
De Troyer est co-éditrice de la série internationale de publications universitaires Vandenhoeck & Ruprecht pour la recherche sur les Septante, De Septuaginta Investigationes. Elle est également rédactrice en chef, avec Geert Van Oyen, de la série Contributions to Biblical Exegesis and Theology, publiée par Éditions Peeters à Louvain, Deuterocanonical and Cognate Studies, publiée par De Gruyter, à Berlin. Avec Friedrich Reiterer et en collaboration avec Reinhard Feldmeier, elle édite la revue Biblische Notizen / Biblical Notes. Elle est également membre des comités de rédaction des revues académiques Textus, Journal for the Study of the Old Testament' et Journal of Ancient Judaism. De 2014 à 2019, De Troyer est membre du conseil consultatif scientifique du Centre d'excellence de l'Académie finlandaise Changes in Sacred Texts and Traditions. Depuis 2019, elle est membre de l'Académie européenne des sciences et des arts.
De 2015 à 2019, De Troyer a été présidente de la Société européenne des femmes dans la recherche théologique.